# Пикник (пьеса)
«Пикник» — пьеса в трёх актах, написанная в 1953 году Уильямом Инджем. В том же году выиграла Пулитцеровскую премию. По пьесе снят одноименный фильм, получивший премию «Оскар».

## Сюжет
Действие разворачивается в небольшом городке в Канзасе в 1950-е годы. Хэл приходит в гости к своему другу по колледжу Алану, с тем, чтобы попросить того помочь найти ему работу. Хэл встречает Милли, сестру Мадж, невесты Алана. Хэл и Милли отправляются на пикник, где Хэл влюбляется в Мадж. Бывшие друзья становятся врагами.

## Постановки
Премьера состоялась на Бродвее 19 февраля 1953 года. В этой постановке режиссёра Джошуа Логана дебютировал Пол Ньюман, сначала в роли Алана, затем в главной роли — Хэла. Заменяющей актрисой на главную женскую роль была будущая жена Ньюмана, Джоан Вудворд. Постановка имела большой успех, до 10 апреля 1954 года было дано 477 показов.